# هوپفگارتن (تورینگن)
هوپفگارتن (به آلمانی: Hopfgarten) یک شهر در آلمان است که در وایمارر لاند واقع شده‌است. هوپفگارتن ۶۳۷ نفر جمعیت دارد.